# Smith (sopka)
Smith (také zvaná jako Babuyan) je aktivní sopka na filipínském ostrově Babuyan, zhruba 100 km severně od hlavního filipínského ostrova Luzon. V současnosti je tento 688 m vysoký struskový kužel nečinný, k poslední erupci došlo roku 1924.

## Popis
Vegetací málo pokrytý struskový kužel má v základně průměr 4,5 kilometru. Vrstvy čedičových lávových proudů jsou patrně jižně od sopky. V rámci ostrova Babuyan je Smith jedním z pěti pleistoceno-holoceních center vulkanické aktivity a zároveň jeho nejmladší sopkou. Hlavní dominantou ostrova však tvoří větší vulkán Babuyan Claro, ležící pouhých 4 kilometry na východ.
Za posledních 400 let je evidováno šest erupcí, zpravidla o síle VEI 2. Úplně poslední nastala roku 1924.